# Zlatá Baba

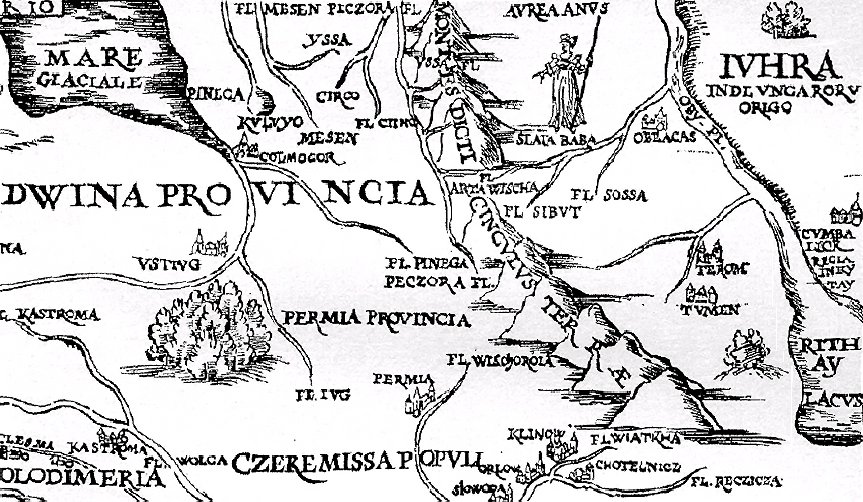
Část mapy Moskevského knížectví Siegimunda von Herberstein

Zlatá baba (rusky Золотая баба zolotaja baba, archaickou ruštinou Злата баба zlata baba, latinsky aureus anus) je legendární idol údajně uctívaný domorodými národy severovýchodní Evropy a severozápadní Sibiře. Nejstarší zmínky o ní jsou protichůdné, jak co se geografické polohy týče tak ohledně popisu.
Matěj Miechovský ve svém Tractatus de duabus Sarmatis Europiana et Asiana et de contentis in eis z roku 1517 podává následující popis:
| „ | Accipiat quinto, quod post terram Viatka nuncupatam in Scythiam penetrando iacet magnum idolum Zlota baba, quod interpretatum sonat aurea anus seu vetula, quod gentes vicinae colunt et venerantur, nec aliquis in proximo gradiens aut feras agitando et in venatione sectando vacuus et sine oblatione pertransit, quinimo si munus nobile deest, pellem aut saltem de veste extractum pilum in offertorium idolo proicit et inclinando se cum reverentia pertransit. | “ |

Giles Fletcher ve svém díle Of the Russe Common Wealth z roku 1591 píše že některé mapy a popisy zemí, například Herbersteinovy, zmiňující idol „Slata baba neboli zlatá bába“ v podobě staré ženy který slouží jako orákulum domorodým kněžím. Fletcher však považuje tuto informaci za mýtus. Dále píše o tom že v Salechardu, blízko ústí řeky Ob, je skála připomínající otrhanou ženu s dítětem v náručí, kterou místní Samojedi užívali při svých obřadech.
Zlatá baba se objevuje na Mercatorově mapě z roku 1569 jako Zolotaia baba.